# Аксаково (Самарская область)
Акса́ково (чув. Аксаку) — село в Шенталинском районе Самарской области России. Входит в сельское поселение Туарма.

## Этимология
Аксаково получило название от фамилии землемера Аксакова.

## История
Основано в 1865 году выходцами из соседнего села Баландаево. Школа грамоты открыта в 1888 году. Землю крестьянам села уступил башкирский хан Надыр.

## География
Аксаково расположено на северо-востоке района и северо-востоке области, у границы с Татарстаном, в 15 км северо-восточнее райцентра Шентала (там же ближайшая железнодорожная станция Шентала) и в 176 км от Самары. Через село протекает река Большой Черемшан, высота над уровнем моря: 112 м. Ближайшие населённые пункты — Четырла, Нижняя Туарма, Баландаево, Денискино.

## Палеонтология
В 2016 году напротив села в мощной (14-15 м) песчаной толще на правом берегу реки Большой Черемшан сотрудниками СамГТУ В. П. и А. А. Моровыми открыто местонахождение окаменелостей животных пермского периода. Точный возраст местонахождения вызывает споры. В публикации 2022 года, посвящённой описанию Kutaichthys, авторы определяют его поздним казанским веком. В 2017 году в ходе раскопок, организованных СамГТУ и Палеонтологическим институтом РАН, в Аксаково собрано более 250 костных остатков рыб. В их числе хрящевые рыбы из семейства Sphenacanthidae, лучепёрые рыбы родов Acropholis, Kazanichthys, Watsonichthys, Kargalichthys, Platysomus и неопределённые палеонискообразные из семейства Platysomidae. В этих же слоях присутствует палеониск Kutaichthys gubini из семейства Palaeoniscidae, чей голотип описан в 2022 году из местонахождения Печора (Дозмер) в Республике Коми.
Аксаково — первое местонахождение пермских тетрапод в Самарской области. Окаменелости тетрапод уступают по численности рыбам, но довольно разнообразны: архегозавриды Platyoposaurus sp., похожие на Koinia мелозавриды, капториниды Gecatogomphius kavejevi, неопределённые парарептилии из семейства болозаврид (Bolosauridae) и терапсиды Phthinosaurus borissiaki. Также найдены не поддающиеся точной идентификации изолированные зубы и фрагменты челюстей других амфибий, капториноморф и терапсид.

## Население
| Численность населения | Численность населения | Численность населения | Численность населения | Численность населения | Численность населения |
| --------------------- | --------------------- | --------------------- | --------------------- | --------------------- | --------------------- |
| 1897                  | 1914                  | 1926                  | 1989                  | 2001                  | 2010                  |
| 471                   | 666                   | 539                   | 349                   | 354                   | 308                   |

## Инфраструктура
В селе имеется почтовое отделение 446926, дом культуры, неполная средняя школа.

## Религия

### Христианство
Православные крестьяне относились к приходу с. Туармы.

### Кладбище
Находится на западе и в 500 метрах от населённого пункта, площадь 0.56 га.

## Известные уроженцы
- Заведующий и учитель Аксаковской начальной школы, Шенталинского района, Самарской области, награжденный Орденом Трудового Красного Знамени, Мрез Семён Фомич[9]